# 언주로
언주로(彦州路, Eonju-ro)는 서울특별시 강남구 개포동 구룡터널 교차로에서 압구정동 성수대교를 잇는 최대 왕복 10차선의 도로이다. 전 구간 서울특별시도 제51호선에 속한다. 명칭은 이 지역의 옛 행정구역인 언주면에서 유래하였다.

## 역사
- 1972년 11월 26일: 성수대교 남단사거리에서 영동세브란스병원 사거리를 잇는 도로(길이 4.1 km)를 영동3로로 제정
- 1976년 6월 26일: 영동3로에서 남2로로 변경
- 1984년 11월 7일: 남2로에서 언주로로 재변경
- 1992년 7월 10일: 매봉터널의 개통으로 남쪽 종점이 개포삼거리[1]로 연장(길이 6.5 km).[2]
- 2010년 3월 15일 : 2개 이상 시·도에 걸쳐 있는 도로로 언주로를 고시[3]
- 2021년 11월 23일: 언주로의 기점을 구룡터널 교차로로 조정, 도로구간 단축[4]

## 주요 경유지
- 서울특별시
  - 강남구

## 노선
- 시설물
  - IC : 나들목(Interchange)
  - IS : 평면교차로(Intersection)
  - BR : 교량(Bridge)
  - TN : 터널(Tunnel)
- 표기한 서울특별시도는 안내용이다.

| 종류              | 이름                | 접속 노선                          | 소재지            | 소재지            | 비고              |
| 분당내곡로와 직결 | 분당내곡로와 직결   | 분당내곡로와 직결                  | 분당내곡로와 직결 | 분당내곡로와 직결 | 분당내곡로와 직결 |
| ----------------- | ------------------- | ---------------------------------- | ----------------- | ----------------- | ----------------- |
| IS                | 구룡터널 교차로     | 국도 제47호선 (양재대로)           | 서울특별시        | 강남구            | 개포지하차도 구간 |
| IS                | 구룡초교 교차로     | 개포로                             | 서울특별시        | 강남구            |                   |
| BR                | 영동3교             |                                    | 서울특별시        | 강남구            |                   |
| IC                | (영동3교)           | 양재천로                           | 서울특별시        | 강남구            |                   |
| IS                | 매봉터널 교차로     | 서울특별시도 제92호선 (남부순환로) | 서울특별시        | 강남구            |                   |
| TN                | 매봉터널            |                                    | 서울특별시        | 강남구            | 연장 250m         |
| IS                | 강남세브란스 교차로 | 도곡로                             | 서울특별시        | 강남구            |                   |
| IS                | 개나리아파트 교차로 | 역삼로                             | 서울특별시        | 강남구            |                   |
| IS                | 르네상스호텔 교차로 | 서울특별시도 제90호선 (테헤란로)   | 서울특별시        | 강남구            |                   |
| IS                | 경복아파트 교차로   | 봉은사로                           | 서울특별시        | 강남구            |                   |
| IS                | 서울세관 교차로     | 학동로                             | 서울특별시        | 강남구            |                   |
| -                 | 서울세관            |                                    | 서울특별시        | 강남구            |                   |
| IS                | 도산공원 교차로     | 도산대로                           | 서울특별시        | 강남구            |                   |
| IS                | 성수대교남단 교차로 | 압구정로                           | 서울특별시        | 강남구            |                   |
| IC                | 성수대교 분기점     | 서울특별시도 제88호선 (올림픽대로) | 서울특별시        | 강남구            |                   |
| BR                | 성수대교            |                                    | 서울특별시        | 강남구            |                   |
| 고산자로와 직결   |                     |                                    |                   |                   |                   |

## 주요 건물 및 시설
- 연세대학교 강남세브란스병원 (서울특별시 강남구 언주로 211)
- 공무원연금공단 (서울특별시 강남구 언주로 508)
- 스포월드 (서울특별시 강남구 언주로 563)
- 건설회관 (서울특별시 강남구 언주로 711)
- 서울세관 (서울특별시 강남구 언주로 721)
- 송암빌딩 (서울특별시 강남구 언주로 709)

## 같이 보기
- 분당내곡도시고속화도로
- 고산자로
- 성수대교